# 琶洲塔
琶洲塔是廣東廣州的一座古塔，位于海珠区琶洲街道琶洲西南社区新港东路琶洲村。塔址原为珠江中洲渚，两山相连形似琵琶，故名琶洲，塔以琶洲为名。琶洲塔建于明朝万历二十八年（1600年），塔为八角形楼阁式砖塔，外观9层内分17层，高50余米。
建塔时，琶洲未与珠江南岸相连，仍屹立于江中，对进出广州的船只起了导航的作用。由于其似中流砥柱，被列为清代羊城八景之一的“琶洲砥柱”。

## 建築

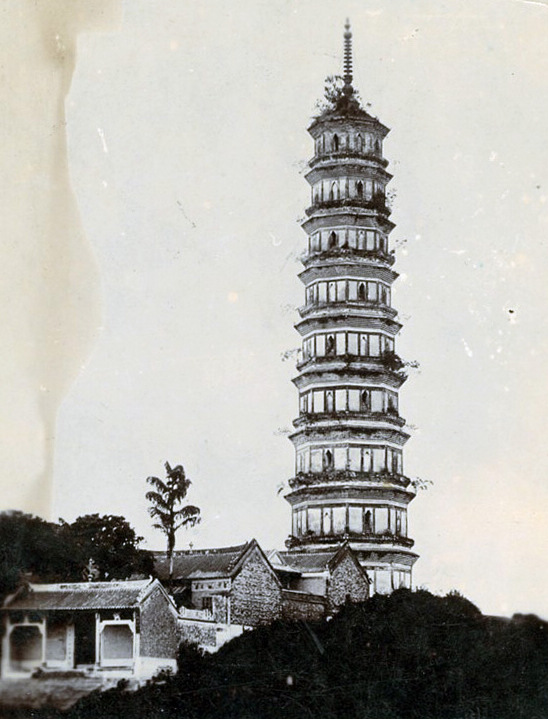
1920年代的琶洲塔，塔旁是海鱉寺，已於文化大革命期間被毀。

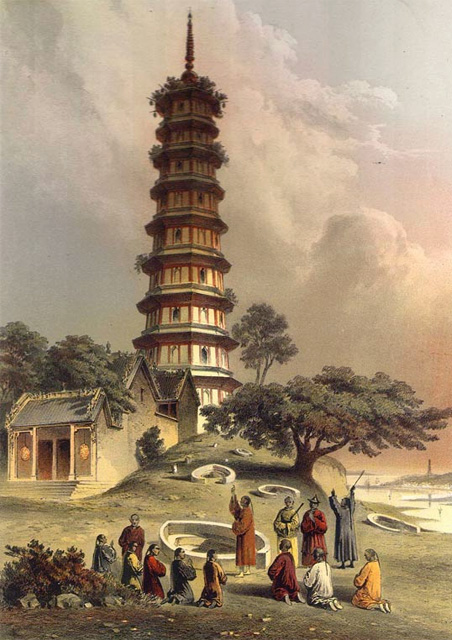
1853年绘制的“黄埔塔”和海鱉寺

琶洲塔塔高60多米，內膛為八角直井式。首層直徑為12.7米，邊長為4.95米，塔壁厚3.97米，闢三門，南北門進首層塔心室，西門原有磚砌梯級上2層暗層塔心室。塔梯為穿心壁繞平座式，盤旋而登頂層。塔每級設龕。塔基座平面為八角形，每邊長5.6米，基高1.15米。由紅砂岩壘砌，基面以灰色斑岩鋪砌，基側八面分別刻有八卦圖。塔基八個角均鑲石刻托塔力士，力士呈跪狀，頭頂塔，或雙手托塔，或單手托塔，形態栩栩如生，每個力士均高0.5米，寬0.5米。塔身轉角均置紅色倚柱，柱頭施黑色及紅色額枋，牆身以灰漿批盪成白色。額枋上以六疊菱角牙磚疊澀出檐，首層出檐0.85米，各疊紅白相間。每級的腰檐上，以四疊菱角牙磚疊澀挑出平座。第二級平座寬0.69米。各級平座有木護欄。塔頂為八角攢尖頂，頂簷為鐵鑄雁形角梁伸出，以懸掛塔鐘，塔頂還設凌霄角塔剎。整座磚塔由下至上，每層呈遞減勢盤旋而上，從首層每邊長約5.6米，至第二層的5.25米，第三層的4.9米，第四層的4.62米，第五層的4.2米，第六層的3.89米，第七層的3.85米，第八層的3.6米，第九層的3.4米，越往塔高層其塔廊越顯擠窄，最頂層外廊僅能容一人側身通行。
清末仇池石輯《羊城古鈔》卷七中記載：「海鰲塔，在城東南四十里琵琶洲上，……洲當會城下游，有二山連綴，穹然若魁父之鄴。其內一石山塚高平，建塔其上，名曰海鰲，蓋以常有金鰲浮出，當如白日也。赤崗、海鰲兩塔屹然與白雲之山並秀，為越東門戶，引海印、海珠為三關，而全粵扶興之氣乃完且固。蓋吾粵諸郡以會城為冠冕，會城壯，則全粵皆壯。乃今三塔在東，三浮石在西。西以鎖西北二江之上游；東以鎖西北兩江之下流。而虎門之內，有浮蓮塔（即蓮花塔）以束海口，使山水回顧有情，勢力愈重。是浮蓮塔又為江上之第三道塔雲。」
1960年代初，當局曾計劃利用琶洲塔將其建成一個旅遊區。1963年3月，琶洲塔被公佈為廣州市文物保護單位。但年久失修的琶洲塔、海鰲寺廟等建築依然殘破不堪，塔梯、外廊護欄危怠，作用已失。附近的小朋友及外地遊客經常冒險攀塔，不慎失足跌死的事故時有發生。

## 破壞
琶洲塔旁原有海鱉寺和北帝宮，但已於文化大革命期間被毀。1965年，在廣州市郊區六屆一次會議上，有代表提案要求處理好琶洲塔等建築的問題。為此，廣州市郊區人民委員會房地產管理科、廣州市文物管理委員會、琶洲村生產大隊等單位共同查勘，均一致認為海鰲寺廟已沒有修建價值，應予以拆卸，並考慮把拆下來的磚、瓦、木、石等材料部分將料抵工，移作危房修理。而一些大的石塊、石柱則拔給琶洲生產大隊用作公益事業。寺廟內的有關碑石文物交由廣州市文物管理委員會保管。最後到了文化大革命期間才真正將廟宇清拆。被拆毀寺廟的大白磚石用作琶洲村興修水利，一些用來鋪墊村路。對琶洲塔則作了一些搶救性措施的修補，阻塞登塔入口處，嚴禁攀登危塔。
1992年初，香港人湯寶森先生捐資50萬元人民幣，由廣州市文物管理委員會負責修繕。同年8月開始第一期工程，「復原」了塔頂凌霄閣、塔外牆、欄杆。1995年，廣州市人民政府撥款60多萬元，繼續對琶洲塔進行第二、第三期工程。先後復原了塔內層樓板、樓梯、塔內牆、走廊、神龕等部位，並美化塔外周圍的環境。1996年2月，耗資120餘萬元修復的琶洲塔終於完工。

## 英文
百多年以来，由於所在地琶洲的東南側緊鄰黃埔洲，上有黃埔村及聞名海外的醬園碼頭（黃埔古港），而琶洲與黃埔洲後因泥沙堆積已相連，英文直接把此島稱為，故琶洲塔在英文世界一直被約定俗成地称为，中文回譯為「黄埔塔」。有部分文獻亦有使用粤音譯名標記為。

## 公共交通
- 海珠有轨电车1号线琶洲塔站

## 外部連結
- 琶洲古塔今昔 （页面存档备份，存于）